# 野田市立関宿中央小学校
野田市立関宿中央小学校（のだしりつせきやどちゅうおうしょうがっこう）は、千葉県野田市の関宿中部地区にある公立小学校。

## 概要

### 沿革
- 1983年1月21日 - 学区審議会開催。新設校位置・校名・通学区域答申・通学区域7行政区(羽貫・新宿・岡田・平井・東宝珠花・次木2・親野井2) 。
- 1984年
  - 3月26日 - 設置条例制定・土地造成開始（校地面積18,033㎡）。
  - 4月1日 - 開校（二川小・木間ヶ瀬小の分離により新設）。
  - 5月5日 - 開校式挙行。開校時点の児童数801名・20学級、教職員27名。
  - 11月10日 - 校旗・校歌制定。
- 1985年
  - 3月26日 - プール竣工。
  - 4月26日 - 関宿町学級経営部会公開(体育)。
  - 9月28日 - 倉庫竣工(49,686㎡)。
  - 11月28日 - 関宿町学級経営部会公開(歌声集会)。
  - 11月30日 - 温室竣工(5,796㎡)。
- 1986年
  - 3月15日 - 砂場完成(32,4㎡)。
  - 10月16日 - 関宿町教育委員会指定公開研究会(体育)。
- 1987年10月19日 - 体育自主公開研究会。
- 1988年10月15日 - 文部省同和教育推進地域指定公開研究会(社会・道徳・学級指導)。
- 1989年10月18日 - 千葉県教育委員会指定情操教育自主公開研究会(体育)。
- 1990年10月26日 - 千葉県教育委員会指定情操教育公開研究会(体育・特別活動)。
- 1992年
  - 3月27日 - 特別教室竣工（3教室）。
  - 11月27日 - 東葛飾地方技術教育センター・関宿町教育委員会指定公開研究会(家庭・生活・社会・体育)。
- 1994年11月2日 - 関宿町教育委員会指定公開研究会(生活・社会・体育)。
- 1999年4月1日 - 環境ボックス完成。
- 2001年10月26日 - 関宿町教育委員会指定公開研究会(生活科・総合的な学習の時間)。
- 2003年6月6日 - 関宿町の野田市への合併により、「野田市立関宿中央小学校」と改称。
- 2005年1月26日 - 千葉県教育委員会指定「学童農園推進事業」実践発表会。
- 2010年11月26日 - 野田市教育研究会指定公開研究会(学校人権教育)。

## 学校教育目標
「主体的に学び　人間性豊かな児童の育成」

## 部活動
- 陸上部

- 吹奏楽部

## 主な行事
- 4月 - 始業式・入学式・市内めぐり（3年）・1年生を迎える会
- 5月 - 運動会
- 6月 - 市内陸上競技大会・校外学習（2年）
- 7月 - 校外学習（5年）・夏季休業
- 9月 - 修学旅行（6年）・校外学習（3年）
- 10月 - 前期終業式・後期始業式・林間学校（5年）・校外学習（1年）・校外学習（4年）
- 11月 - 校外学習（6年）
- 12月 - 冬季休業
- 1月 - 校内席書会・校内書き初め展
- 2月 - 中学校体験入学（6年）6年生を送る会
- 3月 - 卒業式・修了式

## 生徒数・学級数・校長
- 生徒数 - 340名
- 学級数 - 14クラス
- 校長 - 竹澤豊則（2018年より）

## アクセス
- まめバス①関宿城ルート・②北ルート関宿（七光台経由）・③北ルート関宿（イオンタウン経由）・④新北ルートで、「いちいのホール」停留所下車後、徒歩1分。